# Sint-Lievenscollege (Antwerpen)

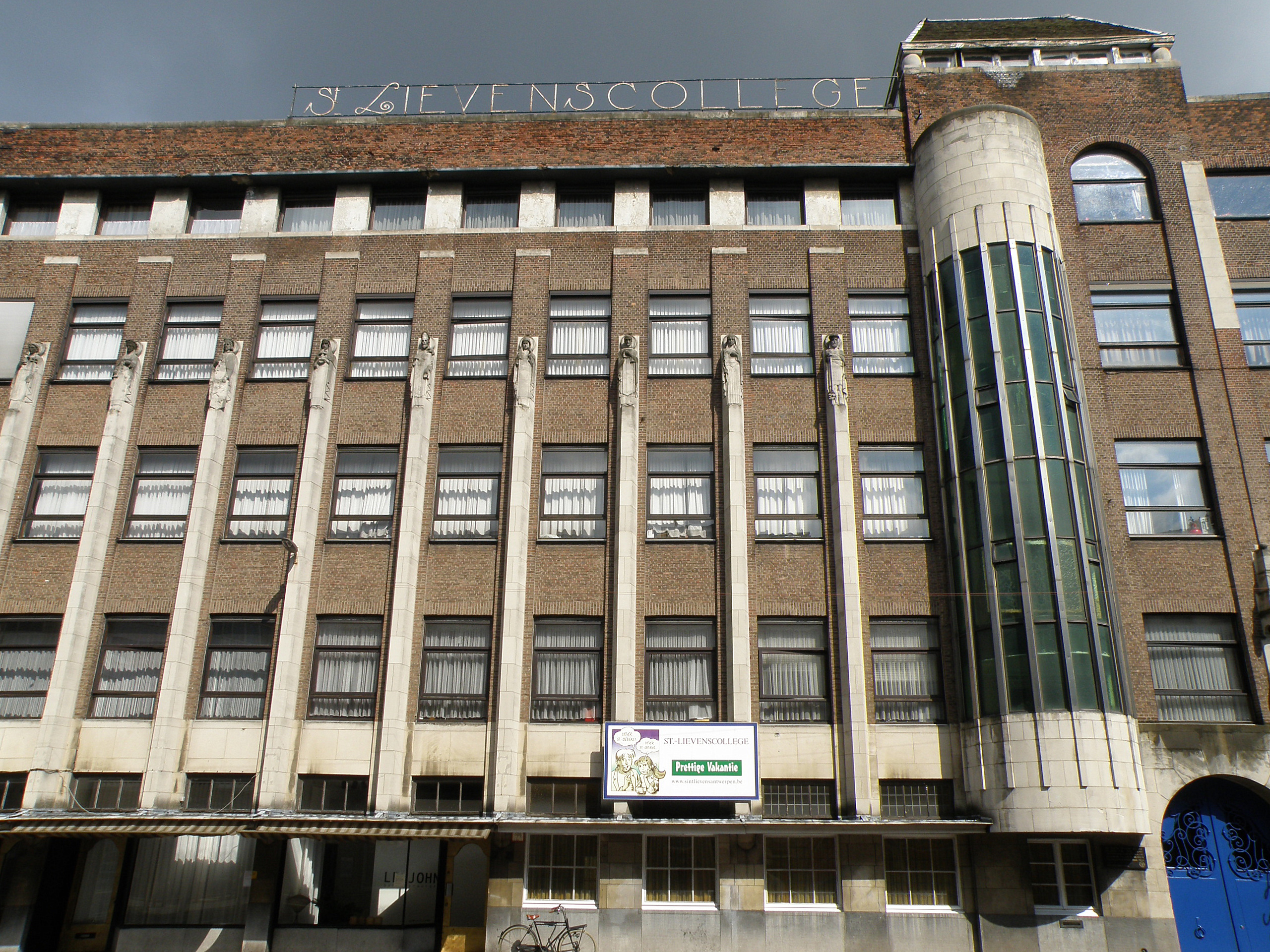

Het Sint-Lievenscollege is een school in Antwerpen op het Zuid, vernoemd naar Livinus van Gent.
Het Sint-Lievenscollege werd in 1930 opgericht met de steun van Lieven Gevaert. De school fuseerde met de handelsschool Mère Jeanne die dateert van 1866 en het Instituut Onze-Lieve-Vrouw aan de Amerikalei, uit 1885. De school benadrukt een “katholiek, Vlaams en sociaal” opvoedingsproject. De middelbare school van het Sint-Lievenscollege maakt deel uit van de scholengemeenschap Lieven Gevaert. De school is nu gevestigd op twee campussen, een aan de Kasteelpleinstraat, een tweede aan de Amerikalei.
De campus aan de Kasteelpleinstraat is een gebouw uit 1932 in art-decostijl van architecten Jef Huygh, Flor Van Reeth en Jan Smits. Het gebouw heeft beelden van Albert Poels en Rik Sauter en glaswerk van Eugeen Yoors. Het gebouw werd in 1995 beschermd als monument van onroerend erfgoed.
oud-leerlingen
- Paul Snoek
- Walter Peeters
- André Leysen
- Hugo Coveliers
- Bruno Valkeniers
- Jan Schrooten
- André De Beul
- Jef Van Linden
- Vaast Leysen
- Frank Focketyn
- Kris Focketyn
- Donald Madder
- Ides Meire
- Gert Winckelmans
- Marie Vinck
- Wim Van de Velde
- Axel Daeseleire
- Jan Dircksens
- Tom Pintens
- Paul Quirynen
- Frank Swaelen

oud-leraar
- Hedwig Van de Velde